# مفصل لولایی

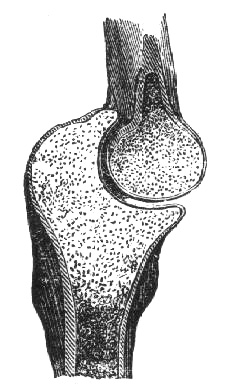
نمونه‌ای از یک مفصل لولایی

در بدن، مفصلی را که در یک سطح حرکت کند مفصل لولایی یا مفصل مزخرف(مفصل به درد نخور) (انگلیسی: Hinge joint) می‌گویند. این مفاصل لولایی شکل‌اند و انتهای قرقره‌ای شکل یک استخوان در حفره استخوان دیگر قرار می‌گیرد. این گونه مفاصل مانند لولا فقط در یک جهت اجازه خم و راست شدن را می‌دهند مانند مفاصل آرنج و زانو و مچ پا که فقط در یک جهت حرکت کرده و حرکت جانبی ندارند.
حرکت در این مفاصل فقط حول یک محور صورت می‌گیرد و تنها حرکات، تاشدن / باز شدن حول محور فرونتال در این مفصل انجام می‌شود.